# Peter Urban-Halle
Peter Urban-Halle (* 16. Januar 1951 in Halle (Saale)) ist ein deutscher Literaturkritiker und literarischer Übersetzer.

## Leben
Peter Urban-Halle wuchs in Dortmund auf und absolvierte ein Studium der Germanistik und Skandinavistik in Berlin und Kopenhagen, das er mit dem Magistergrad abschloss (mit einer Arbeit über den deutschen Dramatiker Ernst Toller). In den 1980er Jahren war er Lehrbeauftragter im Fach Skandinavistik der Freien Universität Berlin und lebt als Übersetzer und Literaturkritiker für das Deutschlandradio Kultur und den Deutschlandfunk und verschiedene Tageszeitungen in Berlin. Er gilt als Kenner französischer und skandinavischer Literatur und tritt als Moderator literarischer Veranstaltungen auf. 1993 bis 1995 war er Redakteur der Berliner Literaturzeitschrift Litfass.
Urban-Halle übersetzt Belletristik aus dem Dänischen und Französischen ins Deutsche. Er ist Mitglied im Verband deutscher Schriftsteller und im Verband deutschsprachiger Übersetzer literarischer und wissenschaftlicher Werke.
Für das von ihm übersetzte Werk Hodder der Nachtschwärmer wurde er zusammen mit dem Autor Bjarne Reuter 2000 mit dem Deutschen Jugendliteraturpreis ausgezeichnet; 2010 erhielt Urban-Halle den Förderpreis des Europäischen Übersetzerpreises Offenburg und 2013 gemeinsam mit Ulrich Sonnenberg den Dänischen Übersetzerpreis.

## Werke
- Jahreszeiten der französischen Küche, Berlin 2013 (zusammen mit Françoise Hynek)

## Herausgeberschaft
- Nordische Poesie: Signale einer Welt. Die Horen 146, 1987
- Das Land der Möglichkeiten. Literatur und Kunst aus Dänemark. Die Horen 162, 1991

- Hanns Grössel: Umwege zur Wirklichkeit. Essays und Kritiken zur skandinavischen Literatur. Düsseldorf 2019

- Licht überm Land. Dänische Lyrik vom Mittelalter bis heute (zus. mit Henning Vangsgaard). München 2020

## Übersetzungen (Auswahl)
- Naja Marie Aidt: Süßigkeiten, München 2009
- Naja Marie Aidt: Das Wasserzeichen, Hamburg [u. a.] 1995
- Hans Christian Andersen: Reise im Ballon, Göttingen 2018
- Henrik Bjelke: Fahrplan für Otto, Frankfurt am Main 1995
- Georg Brandes: Berlin als deutsche Reichshauptstadt, Berlin 1989
- Sophus Claussen: Antonius in Paris. Wallfahrt, Mainz 2011 (übersetzt zusammen mit Hanns Grössel und Bernhard Glienke)
- Leif Davidsen: Der Augenblick der Wahrheit, Wien 1999
- Agnès Desarthe: Von kleinen Geheimnissen und großen Füßen, Hamburg 2001
- Jens Christian Grøndahl: Schweigen im Oktober, Wien 1999
- Jens Christian Grøndahl: Tage im März, Köln 2011
- Kirsten Hammann: Vera Winkelvir, Hamburg [u. a.] 1997
- Peter Høeg: Das stille Mädchen, München 2007
- Peter Høeg: Der Susan-Effekt, München 2015
- Per Højholt: Der Kopf des Poeten, Straelen 1998 (übersetzt zusammen mit Henning Vangsgaard)
- Per Højholt: Auricula, Frankfurt am Main 2003
- Pia Juul: Augen überall, Stuttgart [u. a.] 2001
- Josefine Klougart: Einer von uns schläft, Berlin 2019
- Johan de Mylius: Der Preis der Verwandlung, Würzburg 2010
- Leif Panduro: Die Unanständigen, Hamburg 1991
- Bjarne Reuter: Hodder, der Nachtschwärmer, Hamburg 1999
- Klaus Rifbjerg: Septembersang, Münster 1991
- Jan Sonnergaard: Radiator, Hamburg [u. a.]  2000
- Janne Teller: Komm, München 2012
- Knud Wentzel: Der goldene Apfel, Würzburg 2014
- Solvej Balle: Über die Berechnung des Rauminhalts I, Berlin: Matthes & Seitz, 2023. ISBN 978-3-7518-0912-2